# Quinnipiack
Pour la tribu amérindienne, voir Quinnipiac.
Le Quinnipiack est une goélette, à coque de bois, construite en 1893 à Milbridge dans le Maine.
Elle appartient à l'association Schooner Inc. de New Haven (Connecticut) depuis 1990.

## Histoire

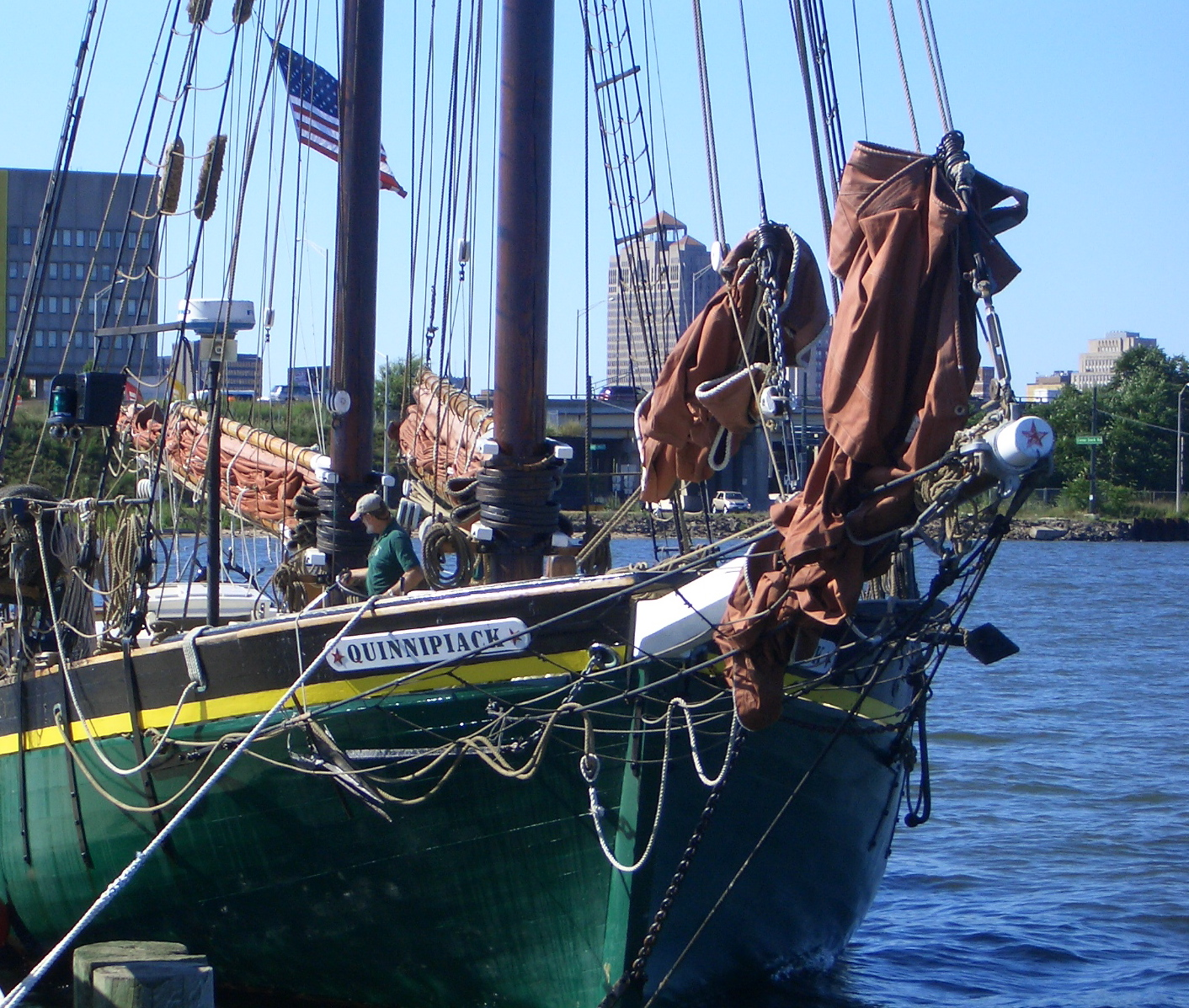

Cette goélette a été conçue sur le modèle de celles de Biloxi, goélettes de transport de fret sur le Mississippi, de la fin des années 1800. Son faible tirant d'eau lui permet de naviguer en eau peu profonde, pour les ports du Long Island Sound. Elle a été entièrement construite en mélèze Hackmatack, qui en fait sa particularité.
Elle a été construite par Philip Shelton & Don Baman sur des plans de Howard I. Chappelle pour le capitaine Steve Pagels. Elle fut lancée en 1984 sous le nom de Janet May en tant que voilier de plaisance.
Le Quinnipiack a participé à de nombreux Tall Ships' Races comme ceux pour l'anniversaire de Christophe Colomb dans les ports de New York, Boston, Newport et New Haven.
Il a remporté la médaille de bronze, en 1992, à l'American Sail Training Association de Newport.
Acquis en 1990 par l'association à but non lucratif Schooner Inc., il a pris le nom de Quinnipiack. L'association propose une formation maritime dans le cadre de la protection du Long Island Sound ainsi que diverses activités (croisière-charter, sortie anniversaire...).
Durant la saison de navigation, le Quinnipiack est au quai Long Wharf à New Haven (Connecticut).
Il vient aussi mouiller au Mystic Seaport.